# Warsaw (Nowy Jork)
Warsaw – miasto w Stanach Zjednoczonych, w stanie Nowy Jork, siedziba administracyjna hrabstwa Wyoming.